# Инкерманские маяки
Инкерманские маяки (Инкерманский створ) — система береговых маяков, Инкерманский маяк (передний) и Инкерманский маяк (задний), для обозначения входа в Севастопольскую бухту. Учреждены в 1821 году; возобновлены 1 июля 1859 года.

## История
С объявлением в 1808 году Севастополя главным военным портом Черноморского флота требовались навигационные знаки для безопасного входа в главную базу. С высшей точки Инкерманского плато, именуемого Мекензиевой горой, вся Ахтиарская бухта отлично просматривается. А отдельно стоящая ниже скала, которую часто называют Маячной, является отменным естественным репером для прокладки линии створа. Вместе с ним Инкерманские башни образуют систему навигационных знаков, позволяющую кораблям при любой погоде круглосуточно и безопасно входить в бухту. Эту особенность подметили гидрографы, выбиравшие места расположения будущих створных башен, и в 1820 году по инициативе командующего флотом адмирала Алексея Самуиловича Грейга началось их строительство. 5 ноября 1821 года Инкерманский створ начал действовать.

Во время Великой Отечественной войны маячные башни были разрушены. После освобождения Севастополя 9 мая 1944 года началось восстановление обоих маяков. Полностью работу закончили к 17 ноября 1946 года. А до этого на Инкерманских высотах действовали передвижные прожекторные установки. Сейчас к обоим маякам подведены стационарные линии электропередачи.